# Brachystelma arachnoideum
Brachystelma arachnoideum är en oleanderväxtart som beskrevs av Masinde. Brachystelma arachnoideum ingår i släktet Brachystelma och familjen oleanderväxter. Inga underarter finns listade i Catalogue of Life.